# Palace Pier
Palace Pier sind zwei Wohngebäude mit einer Höhe von 138 Metern in Toronto, Ontario, Kanada. Die Gebäude befinden sich auf der 2045 Lake Shore Boulevard West und 1 Palace Pier Court im Stadtteil Humber Bay.

## Geschichte
Der Wohnkomplex besteht aus zwei Gebäuden, Palace Pier (North Tower) und Palace Place (South Tower). Der North Tower wurde 1978 fertiggestellt und die Fassade von Edward I. Richmond entworfen. 1978 war es das höchste Gebäude in Toronto für Wohnzwecke. Der South Tower wurde 1991 fertiggestellt.

## Gegenwart
Die Gebäude dienen als Wohngebäude und verfügen über einen Blick auf die Skyline von Toronto, den Lake Ontario sowie bei klaren Tagen bis zu der Niagara-Schichtstufe.